# ジャン＝ダニエル・アクパ＝アクプロ
ジャン＝ダニエル・アクパ＝アクプロ（Jean-Daniel Akpa-Akpro 、1992年10月11日 - ）は、フランス・トゥールーズ出身のプロサッカー選手。サッカーコートジボワール代表。ACモンツァ所属。ポジションはミッドフィールダー。
兄のジャン＝ジャック、ジャン＝ルイもサッカー選手である。

## 経歴

### クラブ
地元クラブのトゥールーズFCでプレーを始め、2011–12シーズンにプロデビュー。
2014年4月18日、契約を2017年6月まで延長。
2018年2月14日、USサレルニターナ1919に移籍。
2020年9月18日、SSラツィオに移籍。
2022年9月1日、エンポリFCに移籍。

### 代表
2013年からコートジボワール代表に招集されている。

## 代表歴

### 出場大会
- コートジボワール代表
  - 2014 FIFAワールドカップ

### 試合数
- 国際Aマッチ 17試合 0得点（2014年-2021年）[8]

| コートジボワール代表 | 国際Aマッチ | 国際Aマッチ |
| 年                   | 出場        | 得点        |
| -------------------- | ----------- | ----------- |
| 2014                 | 4           | 0           |
| 2015                 | 7           | 0           |
| 2016                 | 0           | 0           |
| 2017                 | 0           | 0           |
| 2018                 | 0           | 0           |
| 2019                 | 0           | 0           |
| 2020                 | 4           | 0           |
| 2021                 | 2           | 0           |
| 通算                 | 17          | 0           |